# La muchacha del Nilo
Pour plus de détails, voir Fiche technique et Distribution.
La muchacha del Nilo est un film d'aventure sorti en 1969, réalisé par José María Elorrieta.

## Synopsis
Un escroc s'aventure à la recherche du tombeau d'Artatama, qui abriterait une légendaire émeraude.

## Fiche technique
- Titre original : La muchacha del Nilo ou El misterio del Nilo
- Genre : film d'aventure
- Réalisation : José María Elorrieta
- Scénario : José María Elorrieta, Manuel Martínez Remís, Rafael Moreno Alba, Alejandro Vera
- Musique : Federico Contreras
- Production : Sidney W. Pink, Félix Sánchez pour Troma Entertainment
- Photographie : Alfonso Nieva
- Montage : Antonio Ramírez de Loaysa
- Pays de production :  Espagne
- Langue originale : espagnol
- Durée : 89 minutes
- Date de sortie : 
  - Espagne : 20 janvier 1969 (Barcelone)[2]

## Distribution
- Nuria Torray : Aïcha
- Rory Calhoun : Jack Cooper
- Pilar Arenas : Mary Stevenson
- Esperanza Roy : Isabel
- James Philbrook : James
- Nacho Pidal : Omar
- Francisco Braña : Terry
- José A. Peral : Fedor
- Antonio Jiménez Escribano : Jeque Ibrahim
- Ramón Centenero : homme de Fedor
- Guillermo Méndez : Petersen
- Manuel Ruiz
- Ramón Lillo : homme d'Alfieri
- José Luis Lluch : Max
- Charles Fawcett : Marco Alfieri
- Mona Ibrahin : danseuse
- Brigitte St. John : Brigitte
- Seramis : danseuse